# Bittacus issikii
Bittacus issikii är en näbbsländeart som beskrevs av Miyamoto 1979. Bittacus issikii ingår i släktet Bittacus och familjen styltsländor. Inga underarter finns listade i Catalogue of Life.